# Gouvernement Coulibaly III/Bakayoko
Pour les articles homonymes, voir Gouvernement Coulibaly.
Troisième République
Coulibaly II Achi I
Le gouvernement Amadou Gon Coulibaly III/Hamed Bakayoko, issu du remaniement ministériel du 4 septembre 2019, est le troisième gouvernement de la Troisième République ivoirienne.
Formé sous Amadou Gon Coulibaly, le gouvernement se poursuit à partir du 8 juillet 2020 sous Hamed Bakayoko, puis à partir du 10 mars 2021 sous la direction par intérim de Patrick Achi. Le président met fin au gouvernement le 24 mars 2021.

## Historique
Dirigé par le Premier ministre Amadou Gon Coulibaly, il est formé le 4 septembre 2019. Il est composé de 41 ministres et de 7 secrétaires d'État,.
À la suite de la désignation, en mars 2020, de Gon Coulibaly, comme candidat à l'élection présidentielle ivoirienne de 2020, puis à son hospitalisation, le gouvernement est remanié le 13 mai,.
Pendant l'absence de Coulibaly, le ministre de la Défense Hamed Bakayoko assure l'intérim à la tête du gouvernement,. À la suite de la mort de Gon Coulibaly, le 8 juillet 2020, Bakayoko assure de nouveau l'intérim à la tête du gouvernement,. Il est confirmé dans ses fonctions le 30 juillet 2020 par le président Alassane Ouattara. Il conserve également son portefeuille de la Défense. Le gouvernement est ajusté le 3 août,, et Bakayoko prend ses fonctions le lendemain. À partir du 8 mars 2021, le gouvernement est dirigé provisoirement par Patrick Achi à la suite de la l'hospitalisation de Hamed Bakayoko en Allemagne, puis par intérim à la suite de la mort de ce dernier le 10 mars suivant.
Le 24 mars 2021, le président Ouattara met fin aux fonctions du gouvernement. Un nouveau gouvernement, dirigé par Patrick Achi, est nommé le 6 avril.

## Composition

### Initiale (4 septembre 2019)
| Image | Fonction                                                         | Nom                  |  | Parti |
| ----- | ---------------------------------------------------------------- | -------------------- |  | ----- |
|       | Président de la République                                       | Alassane Ouattara    |  | RHDP  |
|       | Vice-président de la République                                  | Daniel Kablan Duncan |  | RHDP  |
|       | Premier ministre Ministre du Budget et du Portefeuille de l’État | Amadou Gon Coulibaly |  | RHDP  |

#### Ministre d'État
| Image | Fonction                                | Nom            |  | Parti |
| ----- | --------------------------------------- | -------------- |  | ----- |
|       | Ministre d'État, ministre de la Défense | Hamed Bakayoko |  | RHDP  |

#### Ministres
| Image                  | Fonction                                                                                                | Nom                       |      | Parti          |
| ---------------------- | --- | ------------------------- | ---- | -------------- |
|                        | Ministre des Affaires étrangères                                                                        | Marcel Amon-Tanoh         |      | RHDP           |
|                        | Ministre de l’Enseignement supérieur et de la Recherche Scientifique                                    | Albert Toikeusse Mabri    |      | UDPCI          |
|                        | Ministre de l'Éducation nationale, de l’Enseignement technique et de la Formation professionnelle       | Kandia Camara             |      | RHDP           |
|                        | Garde des Sceaux, Ministre de la Justice et des Droits de l’Homme                                       | Sansan Kambilé            |      |                |
|                        | Ministre de l’Administration du territoire et de la Décentralisation                                    | Sidiki Diakité            |      | Indépendant    |
| Gal Vagondo Diomandé 1 | Ministre de la Sécurité et de la Protection civile                                                      | Vagondo Diomandé          |      | Indépendant    |
| Alain DONWAHI          | Ministre des Eaux et Forêts                                                                             | Alain-Richard Donwahi     |      | Indépendant    |
| Ally Coulibaly         | Ministre de l’Intégration africaine et des Ivoiriens de l’Extérieur                                     | Ally Coulibaly            |      | RHDP           |
|                        | Ministre de l'Agriculture et du Développement rural                                                     | Kobenan Kouassi Adjoumani |      | RHDP           |
|                        | Ministre des ressources animales et halieutiques                                                        | Dosso Moussa              |      | RHDP           |
|                        | Ministre du Plan et du Développement                                                                    | Kaba Nialé                |      | Indépendante   |
|                        | Ministre des Transports                                                                                 | Amadou Koné               |      | RHDP           |
|                        | Ministre de l’Emploi et de la Protection sociale                                                        | Pascal Abinan Kouakou     |      | Indépendant    |
|                        | Ministre de la Promotion de la Riziculture                                                              | Gaoussou Touré            |      | RHDP           |
|                        | Ministre de l'Économie et des Finances                                                                  | Adama Coulibaly           |      | Indépendant    |
|                        | Ministre de la Construction, du Logement et de l’Urbanisme                                              | Bruno Koné                |      | RHDP           |
|                        | Ministre de la Santé et de l'Hygiène publique                                                           | Eugène Aouélé Aka         |      | Indépendante   |
|                        | Ministre de la Ville                                                                                    | François Albert Amichia   |      | RHDP           |
|                        | Ministre des Mines et de la Géologie                                                                    | Jean-Claude Kouassi       |      | Indépendant    |
|                        | Ministre de l’Assainissement et de la Salubrité                                                         | Anne Desirée Ouloto       |      | RHDP           |
|                        | Ministre de la Modernisation de l’Administration et de l’Innovation du Service Public                   | Raymonde Goudou-Coffie    |      | RHDP           |
|                        | Ministre de la Culture et de la Francophonie                                                            | Maurice Bandaman          |      | RHDP           |
|                        | Ministre de l’Équipement et de l’Entretien Routier                                                      | Amédé Koffi Kouakou       |      | PDCI puis RHDP |
|                        | Ministre du Pétrole, de l’Énergie et du développement des énergies renouvelables                        | Abdourahmane Cissé        |      | RHDP           |
|                        | Ministre de l’Environnement et du Développement durable                                                 | Joseph Séka Séka          |      | PIT            |
|                        | Ministre de la Femme, de la Famille et de l’Enfant                                                      | Ramata Ly-Bakayoko        |      | RHDP           |
|                        | Ministre de la Solidarité, de la Cohésion sociale et de la Lutte contre la Pauvreté                     | Mariatou Koné             | RHDP |                |
|                        | Ministre du Commerce et de l’Industrie                                                                  | Souleymane Diarrassouba   |      |                |
|                        | Ministre de l'Artisanat                                                                                 | Sidiki Konaté             |      | RHDP           |
|                        | Ministre auprès du Premier Ministre, chargé de la Coordination des grands projets                       | Claude Isaac Dé           |      |                |
|                        | Ministre de la Fonction publique                                                                        | Issa Coulibaly            |      |                |
|                        | Ministre de la Communication et des Médias, Porte-parole du gouvernement                                | Sidi Tiémoko Touré        |      | RHDP           |
|                        | Ministre du Tourisme et des Loisirs                                                                     | Siandou Fofana            |      |                |
|                        | Ministre des Sports                                                                                     | Claude Paulin Danho       |      | RHDP           |
|                        | Ministre de l’Hydraulique                                                                               | Laurent Tchagba           |      | UDPCI          |
|                        | Ministre de la Promotion de la jeunesse et de l’Emploi des jeunes, Porte-parole adjoint du gouvernement | Mamadou Touré             |      | RHDP           |
|                        | Ministre auprès du Premier ministre, chargé du Budget et du Portefeuille de l’État                      | Moussa Sanogo             |      | Indépendant    |
|                        | Ministre auprès du Premier ministre, chargé de la Promotion de l’Investissement privé                   | Emmanuel Esmel Essis      |      | Indépendant    |
|                        | Ministre de la Promotion des PME                                                                        | Félix Anoble              |      |                |

#### Secrétaires d'État
| Image | Fonction | Nom                      |  | Parti       |
| ----- | --- | ------------------------ |  | ----------- |
|       | Secrétaire d'État chargé du Service civique | Siaka Ouattara           |  |             |
|       | Secrétaire d'État au Renforcement des capacités | Epiphane Bi Zoro         |  |             |
|       | Secrétaire d'État auprès du Ministre des Transports, chargé des Affaires Maritimes | Philippe Légré           |  | Indépendant |
|       | Secrétaire d'État auprès du Garde des Sceaux, Ministre de la Justice et des Droits de l’Homme, chargée des Droits de l’Homme                                                                         | Aimée Zébéyoux           |  |             |
|       | Secrétaire d'État auprès du Ministre de l’Éducation nationale, de l’Enseignement technique et de la Formation professionnelle, chargé de l’Enseignement Technique et de la Formation Professionnelle | Brice Kouassi            |  |             |
|       | Secrétaire d'État auprès du Ministre de la Femme, de la Famille et de l’Enfant, chargée de l’Autonomisation des Femmes                                                                               | Mys Belmonde Dogo        |  |             |
|       | Secrétaire d'État auprès du Ministre de la Construction, du Logement et de l’Urbanisme chargé du Logement social                                                                                     | Koffi N’Guessan Lataille |  |             |

#### Au titre de la présidence de la République
| Image | Fonction                                                                                      | Nom                   |  | Parti |
| ----- | --------------------------------------------------------------------------------------------- | --------------------- |  | ----- |
|       | Ministre auprès du Président de la République, chargé des Affaires économiques et financières | Adama Koné            |  | RHDP  |
|       | Ministre auprès du Président de la République, chargé des Affaires politiques                 | Ibrahim Bacongo Cissé |  | RHDP  |

### Remaniement du 13 mai 2020
| Image | Fonction                                                         | Nom                  |  | Parti |
| ----- | ---------------------------------------------------------------- | -------------------- |  | ----- |
|       | Président de la République                                       | Alassane Ouattara    |  | RHDP  |
|       | Vice-président de la République                                  | Daniel Kablan Duncan |  | RHDP  |
|       | Premier ministre Ministre du Budget et du Portefeuille de l’État | Amadou Gon Coulibaly |  | RHDP  |

#### Ministre d'État
| Image | Fonction                                | Nom            |  | Parti |
| ----- | --------------------------------------- | -------------- |  | ----- |
|       | Ministre d'État, ministre de la Défense | Hamed Bakayoko |  | RHDP  |

#### Ministres
| Image | Fonction                                                                                                | Nom                       |  | Parti        |
| ----- | --- | ------------------------- |  | ------------ |
|       | Ministre des Affaires étrangères                                                                        | Ally Coulibaly            |  | RHDP         |
|       | Ministre de l’Enseignement supérieur et de la Recherche Scientifique                                    | Adama Diawara             |  |              |
|       | Ministre de l'Éducation nationale, de l’Enseignement technique et de la Formation professionnelle       | Kandia Camara             |  | RHDP         |
|       | Garde des Sceaux, Ministre de la Justice et des Droits de l’Homme                                       | Sansan Kambilé            |  |              |
|       | Ministre de l’Administration du territoire et de la Décentralisation                                    | Sidiki Diakité            |  | Indépendant  |
|       | Ministre de la Sécurité et de la Protection civile                                                      | Vagondo Diomandé          |  | Indépendant  |
|       | Ministre des Eaux et Forêts                                                                             | Alain-Richard Donwahi     |  | Indépendant  |
|       | Ministre de l’Intégration africaine et des Ivoiriens de l’Extérieur                                     | Albert Flinde             |  |              |
|       | Ministre de l'Agriculture et du Développement rural                                                     | Kobenan Kouassi Adjoumani |  | RHDP         |
|       | Ministre des ressources animales et halieutiques                                                        | Dosso Moussa              |  | RHDP         |
|       | Ministre du Plan et du Développement                                                                    | Kaba Nialé                |  | Indépendante |
|       | Ministre des Transports                                                                                 | Amadou Koné               |  | RHDP         |
|       | Ministre de l’Emploi et de la Protection sociale                                                        | Pascal Abinan Kouakou     |  | Indépendant  |
|       | Ministre de la Promotion de la Riziculture                                                              | Gaoussou Touré            |  | RHDP         |
|       | Ministre de l'Économie et des Finances                                                                  | Adama Coulibaly           |  | Indépendant  |
|       | Ministre de la Construction, du Logement et de l’Urbanisme                                              | Bruno Koné                |  | RHDP         |
|       | Ministre de la Santé et de l'Hygiène publique                                                           | Eugène Aouélé Aka         |  | Indépendante |
|       | Ministre de la Ville                                                                                    | François Albert Amichia   |  | RHDP         |
|       | Ministre des Mines et de la Géologie                                                                    | Jean-Claude Kouassi       |  | Indépendant  |
|       | Ministre de l’Assainissement et de la Salubrité                                                         | Anne Desirée Ouloto       |  | RHDP         |
|       | Ministre de la Modernisation de l’Administration et de l’Innovation du Service Public                   | Roger Adom                |  |              |
|       | Ministre de la Culture et de la Francophonie                                                            | Raymonde Goudou-Coffie    |  | RHDP         |
|       | Ministre de l’Équipement et de l’Entretien Routier                                                      | Amédé Koffi Kouakou       |  |              |
|       | Ministre du Pétrole, de l’Énergie et du développement des énergies renouvelables                        | Abdourahmane Cissé        |  | RHDP         |
|       | Ministre de l’Environnement et du Développement durable                                                 | Joseph Seka Seka          |  | PIT          |
|       | Ministre de la Femme, de la Famille et de l’Enfant                                                      | Ramata Ly-Bakayoko        |  | RHDP         |
|       | Ministre de la Solidarité, de la Cohésion sociale et de la Lutte contre la Pauvreté                     | Mariatou Koné             |  |              |
|       | Ministre du Commerce et de l’Industrie                                                                  | Souleymane Diarrassouba   |  |              |
|       | Ministre de l'Artisanat                                                                                 | Sidiki Konaté             |  | RHDP         |
|       | Ministre auprès du Premier Ministre, chargé de la Coordination des grands projets                       | Claude Isaac Dé           |  |              |
|       | Ministre de la Fonction publique                                                                        | Issa Coulibaly            |  |              |
|       | Ministre de la Communication et des Médias, Porte-parole du gouvernement                                | Sidi Tiémoko Touré        |  | RHDP         |
|       | Ministre du Tourisme et des Loisirs                                                                     | Siandou Fofana            |  |              |
|       | Ministre des Sports                                                                                     | Claude Paulin Danho       |  | RHDP         |
|       | Ministre de l’Hydraulique                                                                               | Laurent Tchagba           |  | UDPCI        |
|       | Ministre de la Promotion de la jeunesse et de l’Emploi des jeunes, Porte-parole adjoint du gouvernement | Mamadou Touré             |  | RHDP         |
|       | Ministre auprès du Premier ministre, chargé du Budget et du Portefeuille de l’État                      | Moussa Sanogo             |  | Indépendant  |
|       | Ministre auprès du Premier ministre, chargé de la Promotion de l’Investissement privé                   | Emmanuel Esmel Essis      |  | Indépendant  |
|       | Ministre de la Promotion des PME                                                                        | Félix Anoble              |  |              |
|       | Ministre des Affaires maritimes                                                                         | Philippe Légré            |  | Indépendant  |

#### Secrétaires d'État
| Image | Fonction | Nom                      |  | Parti |
| ----- | --- | ------------------------ |  | ----- |
|       | Secrétaire d'État chargé du Service civique | Siaka Ouattara           |  |       |
|       | Secrétaire d'État au Renforcement des capacités | Epiphane Bi Zoro         |  |       |
|       | Secrétaire d'État auprès du Garde des Sceaux, Ministre de la Justice et des Droits de l’Homme, chargée des Droits de l’Homme                                                                         | Aimée Zébéyoux           |  |       |
|       | Secrétaire d'État auprès du Ministre de l’Éducation nationale, de l’Enseignement technique et de la Formation professionnelle, chargé de l’Enseignement Technique et de la Formation Professionnelle | Brice Kouassi            |  |       |
|       | Secrétaire d'État auprès du Ministre de la Femme, de la Famille et de l’Enfant, chargée de l’Autonomisation des Femmes                                                                               | Mys Belmonde Dogo        |  |       |
|       | Secrétaire d'État auprès du Ministre de la Construction, du Logement et de l’Urbanisme chargé du Logement social                                                                                     | Koffi N’Guessan Lataille |  |       |

#### Au titre de la présidence de la République
| Image | Fonction                                                                                      | Nom                   |  | Parti |
| ----- | --------------------------------------------------------------------------------------------- | --------------------- |  | ----- |
|       | Ministre auprès du Président de la République, chargé des Affaires économiques et financières | Adama Koné            |  | RHDP  |
|       | Ministre auprès du Président de la République, chargé des Affaires politiques                 | Ibrahim Bacongo Cissé |  | RHDP  |

### Remaniement du 3 août 2020
| Image | Fonction                                 | Nom               |  | Parti |
| ----- | ---------------------------------------- | ----------------- |  | ----- |
|       | Président de la République               | Alassane Ouattara |  | RHDP  |
|       | Premier ministre, ministre de la Défense | Hamed Bakayoko    |  | RHDP  |

#### Ministres
| Image | Fonction                                                                                                | Nom                       |  | Parti        |
| ----- | --- | ------------------------- |  | ------------ |
|       | Ministre des Affaires étrangères                                                                        | Ally Coulibaly            |  | RDR          |
|       | Ministre de l’Enseignement supérieur et de la Recherche Scientifique                                    | Adama Diawara             |  |              |
| ]     | Ministre de l'Éducation nationale, de l’Enseignement technique et de la Formation professionnelle       | Kandia Camara             |  | RHDP         |
| ]     | Garde des Sceaux, Ministre de la Justice et des Droits de l’Homme                                       | Sansan Kambilé            |  |              |
| ]     | Ministre de l’Administration du territoire et de la Décentralisation                                    | Sidiki Diakité            |  | Indépendant  |
|       | Ministre de la Sécurité et de la Protection civile                                                      | Vagondo Diomandé          |  | Indépendant  |
|       | Ministre des Eaux et Forêts                                                                             | Alain-Richard Donwahi     |  | Indépendant  |
|       | Ministre de l’Intégration africaine et des Ivoiriens de l’Extérieur                                     | Albert Flinde             |  |              |
|       | Ministre de l'Agriculture et du Développement rural                                                     | Kobenan Kouassi Adjoumani |  | RHDP         |
|       | Ministre des ressources animales et halieutiques                                                        | Dosso Moussa              |  | RHDP         |
|       | Ministre du Plan et du Développement                                                                    | Kaba Nialé                |  | Indépendante |
|       | Ministre des Transports                                                                                 | Amadou Koné               |  | RHDP         |
|       | Ministre de l’Emploi et de la Protection sociale                                                        | Pascal Abinan Kouakou     |  | Indépendant  |
|       | Ministre de la Promotion de la Riziculture                                                              | Gaoussou Touré            |  | RHDP         |
|       | Ministre de l'Économie et des Finances                                                                  | Adama Coulibaly           |  | Indépendant  |
|       | Ministre de la Construction, du Logement et de l’Urbanisme                                              | Bruno Koné                |  | RHDP         |
|       | Ministre de la Santé et de l'Hygiène publique                                                           | Eugène Aouélé Aka         |  | Indépendante |
|       | Ministre de la Ville                                                                                    | François Albert Amichia   |  | RHDP         |
|       | Ministre des Mines et de la Géologie                                                                    | Jean-Claude Kouassi       |  | Indépendant  |
|       | Ministre de l’Assainissement et de la Salubrité                                                         | Anne Desirée Ouloto       |  | RHDP         |
|       | Ministre de la Modernisation de l’Administration et de l’Innovation du Service Public                   | Roger Adom                |  |              |
|       | Ministre de la Culture et de la Francophonie                                                            | Raymonde Goudou-Coffie    |  | RHDP         |
|       | Ministre de l’Équipement et de l’Entretien Routier                                                      | Amédé Koffi Kouakou       |  |              |
|       | Ministre du Pétrole, de l’Énergie et du développement des énergies renouvelables                        | Abdourahmane Cissé        |  | RHDP         |
|       | Ministre de l’Environnement et du Développement durable                                                 | Joseph Seka Seka          |  | PIT          |
|       | Ministre de la Femme, de la Famille et de l’Enfant                                                      | Ramata Ly-Bakayoko        |  | RHDP         |
|       | Ministre de la Solidarité, de la Cohésion sociale et de la Lutte contre la Pauvreté                     | Mariatou Koné             |  |              |
|       | Ministre du Commerce et de l’Industrie                                                                  | Souleymane Diarrassouba   |  |              |
|       | Ministre de l'Artisanat                                                                                 | Sidiki Konaté             |  | RHDP         |
|       | Ministre de la Fonction publique                                                                        | Issa Coulibaly            |  |              |
|       | Ministre de la Communication et des Médias, Porte-parole du gouvernement                                | Sidi Tiémoko Touré        |  | RHDP         |
|       | Ministre du Tourisme et des Loisirs                                                                     | Siandou Fofana            |  |              |
|       | Ministre des Sports                                                                                     | Claude Paulin Danho       |  | RHDP         |
|       | Ministre de l’Hydraulique                                                                               | Laurent Tchagba           |  | UDPCI        |
|       | Ministre de la Promotion de la jeunesse et de l’Emploi des jeunes, Porte-parole adjoint du gouvernement | Mamadou Touré             |  | RHDP         |
|       | Ministre de la Promotion de l’Investissement Privé                                                      | Emmanuel Esmel Essis      |  | Indépendant  |
|       | Ministre de la Promotion des PME                                                                        | Félix Anoble              |  |              |
|       | Ministre des Affaires Maritimes                                                                         | Philippe Légré            |  | Indépendant  |
|       | Ministre du Budget et du Portefeuille de l’État                                                         | Moussa Sanogo             |  | Indépendant  |

#### Secrétaires d'État
| Image | Fonction | Nom                      |  | Parti |
| ----- | --- | ------------------------ |  | ----- |
|       | Secrétaire d'État chargé du Service civique | Siaka Ouattara           |  |       |
|       | Secrétaire d'État au Renforcement des capacités | Epiphane Bi Zoro         |  |       |
|       | Secrétaire d'État auprès du Garde des Sceaux, Ministre de la Justice et des Droits de l’Homme, chargée des Droits de l’Homme                                                                         | Aimée Zébéyoux           |  |       |
|       | Secrétaire d'État auprès du Ministre de l’Éducation nationale, de l’Enseignement technique et de la Formation professionnelle, chargé de l’Enseignement Technique et de la Formation Professionnelle | Brice Kouassi            |  |       |
|       | Secrétaire d'État auprès du Ministre de la Femme, de la Famille et de l’Enfant, chargée de l’Autonomisation des Femmes                                                                               | Mys Belmonde Dogo        |  |       |
|       | Secrétaire d'État auprès du Ministre de la Construction, du Logement et de l’Urbanisme chargé du Logement social                                                                                     | Koffi N’Guessan Lataille |  |       |

#### Au titre de la présidence de la République
| Image | Fonction | Nom                       |  | Parti |
| ----- | --- | ------------------------- |  | ----- |
|       | Ministre d'État, secrétaire général de la présidence de la République                                                                  | Patrick Achi              |  | RHDP  |
|       | Ministre auprès du Président de la République, chargé des Affaires économiques et financières                                          | Adama Koné                |  | RHDP  |
|       | Ministre auprès du Président de la République, chargé des Affaires politiques                                                          | Ibrahim Bacongo Cissé     |  | RHDP  |
|       | Ministre auprès du Président de la République, directeur de cabinet de la présidence de la République                                  | Fidèle Gboroton Sarassoro |  |       |
|       | Ministre auprès du Président de la République, secrétaire général adjoint de la présidence de la République, chargé des Grands projets | Claude Isaac Dé           |  |       |

### Remaniement du 15 décembre 2020
| Image | Fonction                                 | Nom               |  | Parti |
| ----- | ---------------------------------------- | ----------------- |  | ----- |
|       | Président de la République               | Alassane Ouattara |  | RHDP  |
|       | Premier ministre, ministre de la Défense | Hamed Bakayoko    |  | RHDP  |

#### Ministres
| Image | Fonction                                                                                                | Nom                       |  | Parti        |
| ----- | --- | ------------------------- |  | ------------ |
|       | Ministre des Affaires étrangères                                                                        | Ally Coulibaly            |  | RHDP         |
|       | Ministre de l’Enseignement supérieur et de la Recherche Scientifique                                    | Adama Diawara             |  |              |
|       | Ministre de l'Éducation nationale, de l’Enseignement technique et de la Formation professionnelle       | Kandia Camara             |  | RHDP         |
|       | Garde des Sceaux, Ministre de la Justice et des Droits de l’Homme                                       | Sansan Kambilé            |  |              |
|       | Ministre de l'Intérieur et de la Sécurité                                                               | Vagondo Diomandé          |  | Indépendant  |
|       | Ministre des Eaux et Forêts                                                                             | Alain-Richard Donwahi     |  | Indépendant  |
|       | Ministre de l’Intégration africaine et des Ivoiriens de l’Extérieur                                     | Albert Flinde             |  |              |
|       | Ministre de l'Agriculture et du Développement rural                                                     | Kobenan Kouassi Adjoumani |  | RHDP         |
|       | Ministre des ressources animales et halieutiques;                                                       | Dosso Moussa              |  | RHDP         |
|       | Ministre du Plan et du Développement                                                                    | Kaba Nialé                |  | Indépendante |
|       | Ministre des Transports                                                                                 | Amadou Koné               |  | RHDP         |
|       | Ministre de l’Emploi et de la Protection sociale                                                        | Pascal Abinan Kouakou     |  | Indépendant  |
|       | Ministre de la Promotion de la Riziculture                                                              | Gaoussou Touré            |  | RHDP         |
|       | Ministre de l'Économie et des Finances                                                                  | Adama Coulibaly           |  | Indépendant  |
|       | Ministre de la Construction, du Logement et de l’Urbanisme                                              | Bruno Koné                |  | RHDP         |
|       | Ministre de la Santé et de l'Hygiène publique                                                           | Eugène Aouélé Aka         |  | Indépendant  |
|       | Ministre de la Ville                                                                                    | François Albert Amichia   |  | RHDP         |
|       | Ministre des Mines et de la Géologie                                                                    | Jean-Claude Kouassi       |  | Indépendant  |
|       | Ministre de l’Assainissement et de la Salubrité                                                         | Anne Desirée Ouloto       |  | RHDP         |
|       | Ministre de la Modernisation de l’Administration et de l’Innovation du Service Public                   | Roger Adom                |  |              |
|       | Ministre de la Culture et de la Francophonie                                                            | Raymonde Goudou-Coffie    |  | RHDP         |
|       | Ministre de l’Équipement et de l’Entretien Routier                                                      | Amédé Koffi Kouakou       |  |              |
|       | Ministre du Pétrole, de l’Énergie et du développement des énergies renouvelables                        | Abdourahmane Cissé        |  | RHDP         |
|       | Ministre de l’Environnement et du Développement durable                                                 | Joseph Séka Séka          |  | PIT          |
|       | Ministre de la Femme, de la Famille et de l’Enfant                                                      | Ramata Ly-Bakayoko        |  | RHDP         |
|       | Ministre de la Solidarité, de la Cohésion sociale et de la Lutte contre la Pauvreté                     | Mariatou Koné             |  |              |
|       | Ministre du Commerce et de l’Industrie                                                                  | Souleymane Diarrassouba   |  |              |
|       | Ministre de l'Artisanat                                                                                 | Sidiki Konaté             |  | RHDP         |
|       | Ministre de la Fonction publique                                                                        | Issa Coulibaly            |  |              |
|       | Ministre de la Communication et des Médias, Porte-parole du gouvernement                                | Sidi Tiémoko Touré        |  | RHDP         |
|       | Ministre du Tourisme et des Loisirs                                                                     | Siandou Fofana            |  |              |
|       | Ministre des Sports                                                                                     | Claude Paulin Danho       |  | RHDP         |
|       | Ministre de l’Hydraulique                                                                               | Laurent Tchagba           |  | UDPCI        |
|       | Ministre de la Promotion de la jeunesse et de l’Emploi des jeunes, Porte-parole adjoint du gouvernement | Mamadou Touré             |  | RHDP         |
|       | Ministre de la Promotion de l’Investissement Privé                                                      | Emmanuel Esmel Essis      |  | Indépendant  |
|       | Ministre de la Promotion des PME                                                                        | Félix Anoble              |  |              |
|       | Ministre des Affaires Maritimes                                                                         | Philippe Légré            |  | Indépendant  |
|       | Ministre du Budget et du Portefeuille de l’État                                                         | Moussa Sanogo             |  | Indépendant  |
|       | Ministre de la Réconciliation nationale                                                                 | Kouadio Konan Bertin      |  | Indépendant  |

#### Secrétaires d'État
| Image | Fonction | Nom                      |  | Parti |
| ----- | --- | ------------------------ |  | ----- |
|       | Secrétaire d'État chargé du Service civique | Siaka Ouattara           |  |       |
|       | Secrétaire d'État au Renforcement des capacités | Epiphane Bi Zoro         |  |       |
|       | Secrétaire d'État auprès du Garde des Sceaux, Ministre de la Justice et des Droits de l’Homme, chargée des Droits de l’Homme                                                                         | Aimée Zébéyoux           |  |       |
|       | Secrétaire d'État auprès du Ministre de l’Éducation nationale, de l’Enseignement technique et de la Formation professionnelle, chargé de l’Enseignement Technique et de la Formation Professionnelle | Brice Kouassi            |  |       |
|       | Secrétaire d'État auprès du Ministre de la Femme, de la Famille et de l’Enfant, chargée de l’Autonomisation des Femmes                                                                               | Mys Belmonde Dogo        |  |       |
|       | Secrétaire d'État auprès du Ministre de la Construction, du Logement et de l’Urbanisme chargé du Logement social                                                                                     | Koffi N’Guessan Lataille |  |       |

#### Au titre de la présidence de la République
| Image | Fonction | Nom                       |  | Parti |
| ----- | --- | ------------------------- |  | ----- |
|       | Ministre d'État, secrétaire général de la présidence de la République                                                                  | Patrick Achi              |  | RHDP  |
|       | Ministre auprès du Président de la République, chargé des Affaires économiques et financières                                          | Adama Koné                |  | RHDP  |
|       | Ministre auprès du Président de la République, chargé des Affaires politiques                                                          | Ibrahim Bacongo Cissé     |  | RHDP  |
|       | Ministre auprès du Président de la République, directeur de cabinet de la présidence de la République                                  | Fidèle Gboroton Sarassoro |  |       |
|       | Ministre auprès du Président de la République, secrétaire général adjoint de la présidence de la République, chargé des Grands projets | Claude Isaac Dé           |  |       |

### Remaniement du 10 mars 2021
| Image | Fonction                                                                                           | Nom               |  | Parti |
| ----- | -------------------------------------------------------------------------------------------------- | ----------------- |  | ----- |
|       | Président de la République                                                                         | Alassane Ouattara |  | RHDP  |
|       | Premier ministre par intérim Ministre d'État, secrétaire général de la présidence de la République | Patrick Achi      |  | RHDP  |

#### Ministres
| Image | Fonction                                                                                                | Nom                       |  | Parti        |
| ----- | --- | ------------------------- |  | ------------ |
|       | Ministre de la Défense par intérim                                                                      | Téné Birahima Ouattara    |  | RHDP         |
|       | Ministre des Affaires étrangères                                                                        | Ally Coulibaly            |  | RHDP         |
|       | Ministre de l’Enseignement supérieur et de la Recherche Scientifique                                    | Adama Diawara             |  |              |
|       | Ministre de l'Éducation nationale, de l’Enseignement technique et de la Formation professionnelle       | Kandia Camara             |  | RHDP         |
|       | Garde des Sceaux, Ministre de la Justice et des Droits de l’Homme                                       | Sansan Kambilé            |  |              |
|       | Ministre de l'Intérieur et de la Sécurité                                                               | Vagondo Diomandé          |  | Indépendant  |
|       | Ministre des Eaux et Forêts                                                                             | Alain-Richard Donwahi     |  | Indépendant  |
|       | Ministre de l’Intégration africaine et des Ivoiriens de l’Extérieur                                     | Albert Flinde             |  |              |
|       | Ministre de l'Agriculture et du Développement rural                                                     | Kobenan Kouassi Adjoumani |  | RHDP         |
|       | Ministre des ressources animales et halieutiques                                                        | Dosso Moussa              |  | RHDP         |
|       | Ministre du Plan et du Développement                                                                    | Kaba Nialé                |  | Indépendante |
|       | Ministre des Transports                                                                                 | Amadou Koné               |  | RHDP         |
|       | Ministre de l’Emploi et de la Protection sociale                                                        | Pascal Abinan Kouakou     |  | Indépendant  |
|       | Ministre de la Promotion de la Riziculture                                                              | Gaoussou Touré            |  | RHDP         |
|       | Ministre de l'Économie et des Finances                                                                  | Adama Coulibaly           |  | Indépendant  |
|       | Ministre de la Construction, du Logement et de l’Urbanisme                                              | Bruno Koné                |  | RHDP         |
|       | Ministre de la Santé et de l'Hygiène publique                                                           | Eugène Aouélé Aka         |  | Indépendant  |
|       | Ministre de la Ville                                                                                    | François Albert Amichia   |  | RHDP         |
|       | Ministre des Mines et de la Géologie                                                                    | Jean-Claude Kouassi       |  | Indépendant  |
|       | Ministre de l’Assainissement et de la Salubrité                                                         | Anne Desirée Ouloto       |  | RHDP         |
|       | Ministre de la Modernisation de l’Administration et de l’Innovation du Service Public                   | Roger Adom                |  |              |
|       | Ministre de la Culture et de la Francophonie                                                            | Raymonde Goudou-Coffie    |  | RHDP         |
|       | Ministre de l’Équipement et de l’Entretien Routier                                                      | Amédé Koffi Kouakou       |  |              |
|       | Ministre du Pétrole, de l’Énergie et du développement des énergies renouvelables                        | Abdourahmane Cissé        |  | RHDP         |
|       | Ministre de l’Environnement et du Développement durable                                                 | Joseph Seka Seka          |  | PIT          |
|       | Ministre de la Femme, de la Famille et de l’Enfant                                                      | Ramata Ly-Bakayoko        |  | RHDP         |
|       | Ministre de la Solidarité, de la Cohésion sociale et de la Lutte contre la Pauvreté                     | Mariatou Koné             |  |              |
|       | Ministre du Commerce et de l’Industrie                                                                  | Souleymane Diarrassouba   |  |              |
|       | Ministre de l'Artisanat                                                                                 | Sidiki Konaté             |  | RHDP         |
|       | Ministre de la Fonction publique                                                                        | Issa Coulibaly            |  |              |
|       | Ministre de la Communication et des Médias, Porte-parole du gouvernement                                | Sidi Tiémoko Touré        |  | RHDP         |
|       | Ministre du Tourisme et des Loisirs                                                                     | Siandou Fofana            |  |              |
|       | Ministre des Sports                                                                                     | Claude Paulin Danho       |  | RHDP         |
|       | Ministre de l’Hydraulique                                                                               | Laurent Tchagba           |  | UDPCI        |
|       | Ministre de la Promotion de la jeunesse et de l’Emploi des jeunes, Porte-parole adjoint du gouvernement | Mamadou Touré             |  | RHDP         |
|       | Ministre de la Promotion de l’Investissement Privé                                                      | Emmanuel Esmel Essis      |  | Indépendant  |
|       | Ministre de la Promotion des PME                                                                        | Félix Anoble              |  |              |
|       | Ministre des Affaires Maritimes                                                                         | Philippe Légré            |  | Indépendant  |
|       | Ministre du Budget et du Portefeuille de l’État                                                         | Moussa Sanogo             |  | Indépendant  |
|       | Ministre de la Réconciliation nationale                                                                 | Kouadio Konan Bertin      |  | Indépendant  |

#### Secrétaires d'État
| Image | Fonction | Nom                      |  | Parti |
| ----- | --- | ------------------------ |  | ----- |
|       | Secrétaire d'État chargé du Service civique | Siaka Ouattara           |  |       |
|       | Secrétaire d'État au Renforcement des capacités | Epiphane Bi Zoro         |  |       |
|       | Secrétaire d'État auprès du Garde des Sceaux, Ministre de la Justice et des Droits de l’Homme, chargée des Droits de l’Homme                                                                         | Aimée Zébéyoux           |  |       |
|       | Secrétaire d'État auprès du Ministre de l’Éducation nationale, de l’Enseignement technique et de la Formation professionnelle, chargé de l’Enseignement Technique et de la Formation Professionnelle | Brice Kouassi            |  |       |
|       | Secrétaire d'État auprès du Ministre de la Femme, de la Famille et de l’Enfant, chargée de l’Autonomisation des Femmes                                                                               | Mys Belmonde Dogo        |  |       |
|       | Secrétaire d'État auprès du Ministre de la Construction, du Logement et de l’Urbanisme chargé du Logement social                                                                                     | Koffi N’Guessan Lataille |  |       |

#### Au titre de la présidence de la République
| Image | Fonction | Nom                       |  | Parti |
| ----- | --- | ------------------------- |  | ----- |
|       | Ministre auprès du Président de la République, chargé des Affaires économiques et financières                                          | Adama Koné                |  | RHDP  |
|       | Ministre auprès du Président de la République, chargé des Affaires politiques                                                          | Ibrahim Bacongo Cissé     |  | RHDP  |
|       | Ministre auprès du Président de la République, directeur de cabinet de la présidence de la République                                  | Fidèle Gboroton Sarassoro |  |       |
|       | Ministre auprès du Président de la République, secrétaire général adjoint de la présidence de la République, chargé des Grands projets | Claude Isaac Dé           |  |       |